# Paweł Bieliński
Paweł „byali“ Bieliński (* 30. April 1994) ist ein polnischer E-Sportler in der Disziplin Counter-Strike: Global Offensive. Bieliński hat in seiner Karriere ein Preisgeld von 578.457,80 $ eingesammelt und gehört damit nach Preisgeld zu den 10 erfolgreichsten E-Sportlern Polens.

## Karriere
Bieliński startete seine Karriere 2013. In seinem ersten professionellen Jahr spielte er für GF-Gaming, ESC Gaming, Universal Soldiers und das Team AGAiN. Mit dem Team Universal Soldiers nahm er am Major DreamHack Winter 2013 teil, welches er auf dem 13.–16. Platz beendete. Außerdem konnte er die StarLadder StarSeries VIII mit einem Sieg gegen Natus Vincere für AGAiN gewinnen.
Im April 2014 verpflichtete die russische Organisation Virtus.Pro das Team von Bieliński. Zwei Monate später konnte er das Major EMS One Katowice 2014 mit einem 2:0-Sieg gegen Ninjas in Pyjamas gewinnen. Das folgende Major, die ESL One: Cologne 2014, beendete er im Viertelfinale. Im dritten Major des Jahres, die DreamHack Winter 2014, erreichte er nach einer Niederlage gegen Ninjas in Pyjamas das Halbfinale. Neben den erfolgreichen Major-Turnieren erreichte er einen dritten Platz bei der Fragbite Masters Season 2, der ESEA Season 16 – Global Invite Division, dem ESWC 2014 und der Fragbite Masters Season 3. Überdies beendete er die ESEA Season 17 – Global Invite Division auf dem zweiten Platz und er gewann er das Gfinity G3. Für seine Einzelleistungen wurde er erstmals als 13. in die Liste der zwanzig besten Spieler des Jahres von HLTV gewählt.
2015 konnte er die CPH Games, die ESEA Season 18, die Cevo Season 7, die ESL ESEA Dubai und die Cevo Season 8 gewinnen. Zudem erzielte er in der Gfinity Spring Masters 2 und der PGL Season 1 mit Virtus.Pro den zweiten Platz. Überdies erreichte er das Halbfinale in den Majorturnieren ESL One Katowice 2015 und der ESL One Cologne 2015 jeweils nach einer Niederlage gegen Fnatic. Das dritte Major des Jahres, die DreamHack Open Cluj-Napoca 2015, beendete er im Viertelfinale.
Im folgenden Jahr gewann Bieliński die StarLadder i-League Invitational #1, die ELEAGUE Season 1 und die DreamHack Open Bucharest 2016. Außerdem erreichte er den 2. Platz bei der ESL One: New York 2016. dem EPICENTER 2016 und einen 3.–4. Platz bei der Counter Pit League Season 2. Im MLG Major Championship: Columbus 2016 erreichte er nach einer Niederlage gegen den zukünftigen Sieger Luminosity Gaming den 5.–8. Rang. Die ESL One: Cologne 2016 beendete er nach einer Niederlage gegen SK Gaming im Halbfinale.
2017 gewann er die  DreamHack Masters Las Vegas 2017. Zudem erzielte er einen dritten Platz bei den World Electronic Sports Games 2016 und zweite Plätze bei der StarLadder i-League Invitational #2 und dem EPICENTER 2017. Im Major ELEAGUE Major: Atlanta 2017 verlor er das Finale gegen Astralis mit 2:1. Das zweite Major des Jahres, dem PGL Major Kraków 2017, beendete er auf dem 3.–4. Gesamtrang.
2018 erzielte er mit Virtus.Pro den zweiten Platz beim V4 Future Sports Festival – Budapest 2018 und der CS:GO Asia Championships 2018. Nach zuletzt sehr erfolgreichen Major-Turnieren, erreichte er im ELEAGUE Major: Boston 2018 den 15.–16. Platz und im FACEIT Major: London 2018 nur den 23.–24. Platz. Im September wurde er nach über vier Jahren auf die Bank gesetzt und er verließ das Team, nachdem im November sein Vertrag auslief. Allerdings wurde er im Dezember wieder von Virtus.Pro verpflichtet. Während der Zeit als freier Spieler und auf der Ersatzbank spielte er in lokalen und in Qualifikationsturnieren für MIKSTURA. Im April 2019 verließ er das Team Virtus.Pro nach einer Serie von erfolglosen Turnieren endgültig.
Im Juli und August spielte er kurzzeitig für das Team adwokacik. Nach einer knapp einjährigen Auszeit ohne festes Team, spielte er ab Mai 2020 für das polnische Team AVEZ als Ersatzspieler, mit welchem er als Ersatzspieler in der polnischen ESL-Meisterschaft den zweiten Platz erreichen konnte. Von Juli bis Oktober spielte Bieliński als fester Spieler bei AVEZ. Nachdem er in den ersten Monaten 2021 für das Team Styldunow einige Turniere gespielt hatte, wechselte er ab Mai für das polnische Team Izako Boars. Nachdem er eine Halbfinalplatzierung in der polnischen ESL-Meisterschaft erzielen konnte und sich nicht für das Major in Stockholm qualifizieren konnte, verließ er im Januar 2022 verließ er das Team. Anfang 2022 spielte er jeweils einen Monat für das Team AzerbejdzanPL und MonkEsports. Die versuchte Qualifikation für das Major in Antwerp blieb mit dem Team MonkEsports erfolglos, nachdem sich das Team im Open Qualifier nicht durchsetzen konnte.